# Holme Valley
Holme Valley est une paroisse civile du Yorkshire de l'Ouest, en Angleterre.